# Oued Amlil
Oued Amlil è una città del Marocco, nella provincia di Taza, nella regione di Fès-Meknès.
Ci sono varie frazioni di Oued Amlil come "Sidi Abdallah" e "Kawan". In quest'ultimo è presente un grande fiume in cui molta gente, durante le torride giornate d'estate, si butta per trovare refrigerio.
La città è molto conosciuta per i suoi ristoranti.

## Geografia fisica
Oued Amlil si trova in una valle ai piedi delle montagne del Medio Atlante e del parco nazionale di Tazekka, ad un'altitudine di circa 580 m. L'area circostante è costituita da fertili terreni agricoli e terreni collinari.

### Posizione
Oued Amlil si trova nel cuore del paese di Ghiata, sulla N6 tra Fez e Taza, a 29 km da quest'ultima. È raggiungibile anche tramite uno svincolo dedicato sull'autostrada A2. Collegato anche dalla 5409 ai comuni di Tsoul.

### Clima
Nella zona prevale il clima mediterraneo. La temperatura media è di 20 °C. Il mese più caldo è agosto, con 32 °C, e il più freddo è gennaio, con 9 °C. La piovosità media è di 595 millimetri all'anno. Il mese più piovoso è novembre, con 135 millimetri di pioggia, e il più secco è luglio, con 5 millimetri.
| Oued Amlil          | Mesi | Mesi | Mesi | Mesi | Mesi | Mesi | Mesi | Mesi | Mesi | Mesi | Mesi | Mesi | Anno |
| Oued Amlil          | Gen  | Feb  | Mar  | Apr  | Mag  | Giu  | Lug  | Ago  | Set  | Ott  | Nov  | Dic  | Anno |
| ------------------- | ---- | ---- | ---- | ---- | ---- | ---- | ---- | ---- | ---- | ---- | ---- | ---- | ---- |
| T. max. media (°C)  | 13   | 17   | 19   | 24   | 29   | 37   | 39   | 40   | 34   | 29   | 19   | 14   | 26,2 |
| T. min. media (°C)  | 5    | 7    | 9    | 11   | 15   | 19   | 21   | 23   | 20   | 14   | 10   | 7    | 13,4 |
| Precipitazioni (mm) | 77   | 52   | 75   | 62   | 25   | 11   | 5    | 6    | 40   | 55   | 135  | 52   | 595  |

## Società

### Evoluzione demografica
Nel 2004 il comune conta una popolazione di 8.246 abitanti, di cui il 50,4% maschi, ovvero meno dell'1,5% della popolazione totale della provincia di Taza, come emerge dal RGPH 2004. La popolazione ha visto il suo numero variare di circa il 2,4% rispetto al 1994, che era solo di 6.524 abitanti.
È da notare però che, nonostante l’incremento numerico della popolazione, il tasso di fecondità ha registrato un calo significativo, passando dal 7,04% del 1994 al 2,2% del 2004. Questa regressione è dovuta al calo del tasso di nuzialità del 2,01% tra il 1994 e il 2004, combinato con un aumento significativo dell'aliquota unica pari al 2,64%.

### Etnie e minoranze straniere
Dal campione studiato risulta che il 14,50% delle famiglie proviene da lì, il 73,60% vi è immigrato da altri comuni rurali, in particolare da Ghiata Al Gharbia, e il 6,70% delle famiglie ivi stabilitesi da altre aree urbane della provincia, il resto, 4,70% e 0,50%, provengono rispettivamente dal resto del Marocco.
Sin dalla sua creazione, il centro di Oued Amlil ha subito un significativo esodo rurale. Questo assunse dimensioni considerevoli, in seguito alla nuova divisione che la costituì in comune urbano. Come già osservato, la maggioranza delle famiglie immigrate proviene da comunità rurali, normale corollario dello sviluppo urbano di un centro urbano, le altre famiglie vi si sono stabilite soprattutto per motivi professionali; è nota anche per l'emigrazione dei suoi giovani verso i paesi europei, in particolare Italia e Algeria dove lavorano in mestieri artigianali come l'intonacatura.
Lo sviluppo urbano, risultante da qualsiasi pianificazione territoriale, attirerà sicuramente altri flussi immigrati, più in particolare dalle comunità rurali vicine, questo che richiede che questi dati siano presi in considerazione in qualsiasi supporto di pianificazione, come questo progetto urbano.

## Economia
La città è in forte espansione grazie all'apertura dell'Ensemble Centre Commercial Oued Amlil (in arabo مجمع مركز التجاري بواد أمليل), all'abbondanza di caffè, numerosi negozi e internet point, oltre al mercato settimanale che attira alcuni venditori e consumatori dai villaggi vicini. Questo mercato si svolge il martedì, e data la sua vicinanza alla strada nazionale, alcuni viaggiatori e utenti della strada si fermano per acquistare provviste o cibo. La caratteristica più importante di Oued Amlil e la cosa più importante di cui è orgoglioso è il suo cibo alla griglia, che tenta tutti i passanti...

### Industria
L'attività industriale nella città di Oued Amlil ha poca importanza poiché attualmente esistono solo 4 unità industriali sulle 8 del circolo, ovvero la metà degli stabilimenti. Questi sono distribuiti tra frantoi con 3 unità che impiegano 7 persone e taglio pietra con una unità e due postazioni di lavoro realizzate.
L'assenza di una zona industriale in grado di accogliere potenziali investimenti ha fortemente indebolito lo sviluppo di questa attività. I documenti urbanistici prodotti o in corso di elaborazione dovranno tenere conto di questa lacuna, dato che la città di Oued Amlil è ricca di notevoli potenzialità capaci di tradursi in importanti progetti di investimento, soprattutto in ambiti della dimensione della pietra, del marmo e dell'agroalimentare.

### Agricoltura
A parte le cooperative agricole, che sono quattro, si nota la debolezza dell'agricoltura urbana all’interno del centro di Oued Amlil. Inoltre, occorre prestare particolare attenzione a questa attività altamente generatrice di reddito, attualmente, in alcune città del mondo. Risolvere i problemi legati all’inquinamento degli uadi aiuterà gran parte della popolazione urbana a orientarsi verso questa attività.

### Piazza del souk
Il primo nucleo del souk settimanale è stato creato all'inizio della creazione del centro. Tuttavia, ha assunto la sua vera forma, quella che conosciamo oggi, solo nel 1968, dopo il suo trasferimento dal comune rurale di Sidi Abdellah a Oued Amlil.
Il souk Tlat d'Oued Amlil è considerato un collegamento. tra città e campagna, è anche luogo di incontro tra diversi strati sociali che adottano lo stesso stile di vita; caratterizzato da semplicità e facilità d'uso. È un luogo di fornitura di beni e servizi di diversa natura, non solo per gli abitanti della città, ma anche per le altre zone rurali che la circondano.
Pertanto, l'analisi dei dati contenuti nella tabella seguente mostra che la stazione alimentare rappresenta il 50,2% dell'attività del souk, che riguarda principalmente venditori di verdure, macellerie e fruttivendoli. Ciò riflette la centralità di questa attività all'interno di tutte le esposizioni del souk.
Le altre esposizioni riguardano l'abbigliamento che rappresenta il 13,1% dell'attività del souk, in particolare il nuovo e l'usato, l'artigianato e i servizi il 16,3% ed infine altre attività con quasi il 20,4%, tra cui materiale scolastico e vendite fotografie, cassette, piccoli utensili e materiali agricoli.
Il souk svolge un ruolo economico importante, che attira non solo gli abitanti di questa località ma anche quelli dei territori vicini, in particolare Rhiata Algharbia, Bouhlou, Had Oulad Zbair, Bouchefaa, ecc. costituisce inoltre un'occasione di vendita dei prodotti agricoli e locali della regione, partecipando così al miglioramento del reddito degli abitanti, soprattutto degli agricoltori, e indirettamente di quelli del centro attraverso l'impatto esercitato sulle attività commerciali e sui servizi. La disponibilità di una rete stradale, che collega la città al suo ambiente diretto e l'esistenza di mezzi di trasporto (trasporto misto, grandi taxi, clandestini) hanno largamente contribuito alla sua influenza sul resto del territorio della cerchia.

### Artigianato
Il settore dell'artigianato nel circolo di Oued Amlil ospita attività diverse come il taglio della pietra e la falegnameria, come mostrato nello schema seguente. Queste attività restano dominate dalle professioni dei servizi artigianali. Si tratta di mestieri come la meccanica che fornisce il 20% delle attività artigianali, seguono i parrucchieri con il 15,8%, poi la falegnameria con il 13,6%, il cucito con l'11,3%, quelli che restano riguardano mestieri sparsi (saldatura lamiere, hammam, ecc.).
Va però precisato che all'interno del centro non esiste alcuna attività artigianale prettamente tradizionale.

## Cultura
A livello sociale, la città di Oued Amlil è caratterizzata dall’esistenza di coesione sociale e da una totale assenza di qualsiasi forma di segregazione sociale. Inoltre, l'ambiente edificato della città mostra che tutti i tipi di edilizia abitativa (edificio, casa marocchina, edilizia collettiva, ecc.) coesistono insieme in un'armonia e una diversità sociale che riflette, anche l'unità di appartenenza, caratteristica della maggioranza dei cittadini della città (tribù Rhiata). Questa coesione è facilitata anche dal ravvicinamento del tenore di vita delle famiglie e dalla quasi assenza di disparità tra gli strati sociali che compongono questo comune urbano.
Anche il tessuto sociale, come quello nazionale, resta segnato dal radicamento della cultura della solidarietà all'interno della società, in particolare a livello familiare. Questa solidarietà si manifesta nell'aiuto reciproco tra i familiari e nella cura degli ascendenti e dei fratelli da parte di persone attive sul territorio nazionale o all'estero, come l'Italia, principale destinazione estera dei giovani provenienti dalla città.

### Progetti
I progetti realizzati o in corso nell'ambito dell'INDH, uniti alle azioni intraprese dalle decine di associazioni operanti in diversi ambiti sociali (disabilità, condizione della donna, salute, ecc.) all'interno del centro Oued Amlil, garantiranno sicuramente un miglioramento dell’ambiente di vita in città.

### Analisi spaziale
L'analisi spaziale dell'area studiata ha l'effetto di evidenziare le sue caratteristiche urbane e la sua interazione con le altre componenti dell'ambiente, in particolare sociale.
Inoltre, per avere un’idea della componente spaziale della città sarebbe necessario affrontare gli elementi legati all’abitazione e al paesaggio urbano, agli spazi pubblici, allo spazio di circolazione e ai parcheggi, patrimonio culturale e strutture e infrastrutture pubbliche.

### Abitazione e paesaggio urbano
Il paesaggio urbano è caratterizzato dal suo aspetto frammentario dovuto al suo processo di sviluppo articolato in più fasi. Queste diverse fasi hanno dato luogo alla comparsa di una moltitudine di stili architettonici che hanno ostacolato l'emergere di un carattere architettonico specifico della città. Infatti, ad esempio, Oued Amlil non ha potuto approfittare della ricchezza della prospera attività di taglio della pietra per adottare uno stile ad essa specifico. L'eterogeneità delle forme delle costruzioni non è tale da creare la necessaria armonia capace di costituire lo zoccolo duro della futura città autonoma.
Questa appare come un incrocio di quartieri che formano un'unità, lungi dal costituire una città moderna creando uno spazio vitale degno di questo nome, capace di sfruttare la sua coesione sociale per creare più felicità ai suoi abitanti.
Lo studio degli aspetti inerenti al territorio e l'edilizia è in grado di fornire ampi dettagli sull'ambiente costruito della città. I risultati dell’indagine sulle famiglie forniranno un grande contributo in questa direzione.

### Fondiere
La proprietà fondiaria nella città differisce, difficilmente, in termini di diversità da quella del paese nel suo insieme. Questa diversità costituisce un ostacolo allo sviluppo dei territori.
Così, nel comune di Oued Amlil possiamo constatare l'esistenza delle seguenti proprietà:
- proprietà demaniale privata, la cui superficie rimane molto ridotta;
- demanio privato dello Stato, è limitato ai seguenti terreni:

Ennahda suddivisioni 1, 2, 3 e 4 il distretto amministrativo situato sulla RN 6; alcuni istituti scolastici, edifici specifici dello Stato. La maggior parte del territorio appartenente a questa zona è edificato e rimangono solo pochi piccoli isolotti vicino al centro amministrativo, sul lato est della città;
- proprietà fondiaria del Comune. Tale proprietà è composta dal seguente complesso immobiliare, il complesso Al Amal, il souk settimanale, il complesso immobiliare Achorouk, i due complessi residenziali comunali 1 e 2 ed il complesso commerciale. La maggior parte di queste proprietà erano originariamente proprietà private o pubbliche (statali) prima di essere acquisite dal comune. I terreni comunali liberi sono molto rari e non superano i 1.000 m²;
- restituzione del terreno Habous a quest'ultimo non supera le 3 ore. riguardano soprattutto moschee e cementifici;
- proprietà privata costituente la maggior parte del territorio del comune di Oued Amlil, poiché rappresenta circa il 60% del territorio.

Per quanto riguarda lo stato fondiario dell'ambiente edificato del centro, l'indagine sulle famiglie rivela che le proprietà private e statali condividono quasi le stesse quote, rispettivamente il 36,80% e il 35,20% degli edifici. Non meno importante la restante quota, pari al 28%, di proprietà del Comune.

### Residenti
La città di Oued Amlil deve il suo sviluppo urbano alla combinazione di sforzi pubblici e privati in termini di edilizia abitativa. Pertanto, il comune urbano ha realizzato 3 lottizzazioni e 4 grandi progetti e molti altri di piccola dimensione. Questi sono i seguenti risultati:
- le seguenti lottizzazioni: PAM, creato nel 1969 (41 lotti su 1,5 ha), Comunale 1, datato 1981 (55 lotti su 1,5 ha) e Comunale 2, costruito nel 1983 (44 lotti su 1 ha). Si precisa che i terreni presenti in tali lottizzazioni sono stati completamente edificati;
- il centro immobiliare che si trova lungo la RN 6 sul lato sud, vicino al souk settimanale. Dispone di 96 unità abitative la cui superficie varia intorno ai 60 m², oltre a 24 negozi ed è edificato su una superficie di 1539 m²;
- il complesso residenziale principale è situato nel centro di Oued Amlil su una superficie di 2.340 m² e ospita 23 unità abitative con una superficie di 115 m², dispone inoltre di 48 negozi.
- il complesso residenziale “Al Amal”: si trova sul lato sinistro della RN 6 tra la strada che porta a Ouled Zbair a est. È stato realizzato su una superficie di 1.800 m² e ospita 20 unità abitative di 130 m² e 23 negozi.

Per quanto riguarda le operazioni avviate dal Ministero dell'Edilizia, possiamo vedere il completamento delle seguenti 4 suddivisioni:
- Nahda 1 realizzata nel 1985 su una superficie di 1,7 ha, distribuita su 123 lotti;
- Nahda 2 prodotto anche nel 1985 su un'area di 1,03 ha, distribuiti su 90 lotti;
- Nahda 3 lotti nel 1989 su una superficie di 2,65 ha, distribuiti su 144 lotti;
- Nahda 4 costruito nel 1990 su una superficie di 1 ha, distribuito su 56 lotti;
- Achorouk: costruita su un'area di 0,86 ettari distribuita su 58 lotti.

Per quanto riguarda le promozioni immobiliari private, riguardano suddivisioni il cui numero arrivava a circa cinquanta, 39 delle quali nel solo distretto di Al Mahatta e 12 in quello di Agla. Va inoltre sottolineato in questo contesto che la crescita urbana vissuta dalla città di Oued Amlil richiede, secondo una prima osservazione, la mobilitazione di almeno trenta ettari nei prossimi vent'anni per soddisfare i bisogni materiali per alloggiamento.
L'indagine sulle famiglie che ha interessato i principali quartieri, vale a dire; Almahata, il complesso immobiliare e commerciale Nahda, la cooperativa Algar e Almalaab, forniscono altre informazioni sul settore immobiliare di questa città.

#### Zona abitativa
Per quanto riguarda la superficie delle abitazioni, l'indagine sulle famiglie ci mostra che il 64,30% degli edifici ha una superficie compresa tra 100 e 200 m², il 30% delle abitazioni ha una superficie inferiore al 100% e il 5,70% oltre 200 m².

#### Quadro normativo abitativo
Per quanto riguarda il quadro normativo dell'edilizia abitativa, l'indagine sulle famiglie rivela che il 94,80% delle abitazioni è di tipo regolamentare, contro il 5,20% che non lo è. Sembra che le operazioni di sviluppo immobiliare condotte da operatori pubblici e privati si siano battute per un migliore rispetto del quadro normativo in materia di edilizia abitativa.
All'interno della normativa edilizia è chiaro che più della metà degli alloggi è costituita da alloggi economici (53,40%) sotto forma di casa marocchina e quasi il 40% è di tipo edilizio, il resto è di forma villa. Altri alloggi parte della parte non regolamentare è costituita da habitat rurale per il 70% e spontaneo per la restante parte.
Per quanto riguarda i materiali da costruzione utilizzati, va notato che, ad eccezione di una minoranza di abitazioni di tipo rurale, nella periferia della città, tutti gli edifici sono stati costruiti con materiali moderni.

#### Metodo di costruzione e finanziamento
Per quanto riguarda la modalità di costruzione, notiamo che la maggior parte delle costruzioni provengono da autopromozione, rispetto a 1/3 relativi ad interventi pubblici tramite il comune urbano e il ministero di vigilanza, la restante parte è di origine privata. I risultati dell’indagine dimostrano il ruolo della promozione pubblica nell’emergenza urbana del centro.
La modalità di finanziamento, dal canto suo, mostra che circa 2/3 delle famiglie ricorrono a contributi personali e 1/3 finanziano la propria abitazione attraverso il ricorso al credito bancario. Ciò si spiega con il fatto che quest'ultimo resta di difficile accesso al di fuori delle categorie dei dipendenti pubblici e che la maggior parte delle altre categorie professionali, costituite principalmente da commercianti, si sono rivolte all'autofinanziamento per la costruzione o l'acquisto delle proprie abitazioni.

#### Status e mandato
Lo stato di occupazione mostra che oltre il 50% delle famiglie sono proprietarie, contro il 40% inquilini, il resto è costituito da alloggi aziendali e comproprietari.
In termini di durata di occupazione dell'abitazione, dal campione analizzato emerge che il 60,60% degli intervistati ha occupato la propria abitazione per un periodo variabile tra 1 e 10 anni, seguito da chi la abitava dagli 11 ai 20 con il 24,40%, come spiegato nella tabella sottostante. Sembra che la diffusione delle operazioni di suddivisione nelle fasi abbia qualcosa a che fare con ciò.

#### Livello e consistenza dell'alloggio
La distribuzione delle abitazioni per livello rivela la dominanza dei livelli 1 e 2, gli altri livelli (i più alti R+4) sono il risultato di operazioni di sviluppo immobiliare effettuate dal Comune, siano essi complessi immobiliari o commerciali, ubicati sulle strade principali strada.
Il settore dell'edilizia abitativa nella città deve rimanere una priorità assoluta in qualsiasi progetto di sviluppo urbano che lo riguardi, perché costituisce l'elemento chiave di qualsiasi politica volta a controllare la crescita urbana risultante dal processo di sviluppo ad esso correlato. Fin dalla nascita di questo centro, la promozione pubblica è sempre stata un passo decisivo nel suo sviluppo. Di conseguenza, questo intervento rimane forte come richiesto, insieme agli organi di controllo, di orientare ogni futuro intervento privato.

### Spazi pubblici
Nessuno ignora il ruolo che rivestono gli spazi pubblici nella vita di un comune. Sono luoghi in cui gli abitanti della città trovano il modo di liberarsi dalle preoccupazioni quotidiane in favore di un ambiente più piacevole. Sono considerati, quindi, come boccate di ossigeno che permettono un viaggio fuori dagli spazi ristretti delle case. Purtroppo, però, il comune urbano non dispone di alcuna piazza pubblica, una lacuna che dovrebbe essere colmata in qualsiasi atto di pianificazione territoriale.
In termini di spazi verdi, Oued Amlil dispone di 1.091 m² di spazi verdi paesaggistici, oltre ad un'area boscosa che si affaccia sulla RN6 e sul letto dell'Inaouen. La sua superficie è di circa 22.000 m² (21.989 m²). La città è dotata anche di un giardino pubblico affacciato sul viale principale, con una superficie di 6.130 m². Nonostante l’esistenza di questi spazi, la città registra un’incommensurabile mancanza di spazi verdi sviluppati. Il rapporto pro capite di spazio verde di 2,8 m²/h è ampiamente inferiore allo standard stabilito dall'OMS, che è di 20 m²/h.
Di fronte alla mancanza di spazi verdi sviluppati, la maggior parte della popolazione è costretta a dirigersi verso la zona cooperativa, con i rischi che ciò comporta, poiché le famiglie, con i loro figli, sono costrette ad attraversare la strada spianata.
Si segnala infine che nel 2007 è stato avviato un progetto per la realizzazione di un'area giochi per bambini su una superficie di 11.946 m², avviato dal comune urbano e che fino ad oggi non è aperto al pubblico.

#### Strutture e infrastrutture pubbliche
Il comune urbano beneficia di un livello relativamente medio in termini di infrastrutture e strutture pubbliche. Riguardano i seguenti elementi:
- Comune e Pachat (2.742 m²);
- Caidat di Ghiata Al Gharbia (1.255 m²);
- Circolo (2.264 m²);
- CT (18.233 m²);
- Gendarmeria (4.833 m²);
- Percezione (1994 m²);
- Poste e telecomunicazioni (1.241 m²);
- Corte (289 m²);
- Centro di Meccanizzazione Agricola (1.223 m²);
- il C.R.A.F.A (2.304 m²).

Alla luce di quanto sopra, sembra che il centro di Oued Amlil disponga delle amministrazioni necessarie per il buon funzionamento di un centro urbano emergente.

### Moschee e cimiteri
Il centro possiede quattro moschee la cui superficie è così distribuita: 
1. 507 m²
2. 1.064 m²
3. 957 m²
4. 338 m²

Per quanto riguarda i cimiteri, il comune ne conta tre, la cui superficie è così distribuita:
1. 11.245 m²
2. 6.959 m²
3. 3.926 m²

Questo inventario mostra la necessità di dotare Oued Amlil di una grande moschea degna del posto che occupa nel suo contesto regionale. Un cimitero organizzato consentirà inoltre alla città di correggere eventuali carenze in questo settore.

### Istruzione
Il comune possiede due scuole primarie che hanno accolto 1.204 studenti, tra cui 556 ragazze, durante l'anno scolastico 2011-2012. La prima scuola (Al Mokhtalita) conta 1.004 studenti di cui 462 ragazze per una capienza di 23 classi e 29 insegnanti, contro i 14 della seconda (Al Mahata) che accoglie 200 studenti di cui 94 ragazze seguite da 6 insegnanti.
Per quanto riguarda l'istruzione secondaria, il centro ospita un collegio, creato nel 1977 su una superficie di 48.720 m² che conta 1.384 studenti, provenienti dalle seguenti scuole: Sidi Boubker, Sidi Abdellah Al Gaada Al Hamra e Bni Mgara (Ghiata Al Gharbia). Questo collegio è composto da 39 classi e conta 62 dirigenti di cui 52 insegnanti, così come un collegio che accoglie 38 beneficiari.
Il comune dispone inoltre di un unico liceo, realizzato nel 1994 su una superficie di 43.863 m², con una capienza di 20 classi, che consente la formazione di 1.108 studenti di cui 375 ragazze, curata da 59 persone di cui 52 insegnanti e un tirocinante a beneficio di 264 studenti.
Per quanto riguarda la formazione tecnica, nel 1997 è stato creato l'istituto tecnico agrario su una superficie di 86.506 m² con una capienza di 120 studenti. Fornisce formazione nei settori delle colture e dell'allevamento.
Da una semplice lettura delle cifre indicate in alto risulta che la capacità degli istituti scolastici è lontana dal soddisfare le esigenze della città in termini di formazione poiché supera gli standard previsti in questo settore un massimo di venti per classe, il che mette in discussione il ruolo delle autorità pubbliche in questo contesto.

### Salute
Il comune dispone di un centro sanitario con una superficie di 5.493 m² (13 stanze) che copre 57 Douar all'interno del circolo, e dove un unico medico presta assistenza ai pazienti, assistito da 11 infermieri. Un'ambulanza trasporta i pazienti in questo centro. Inoltre, il centro beneficia dei servizi di un dispensario, creato nel 2009, con una superficie di 464 m². di 10 stanze e le cui visite mediche sono effettuate da 2 medici e 3 infermieri.
La città conta anche 3 medici di medicina generale che operano nel settore privato.
Nonostante la presenza di queste due strutture sanitarie, Oued Amlil soffre di una carenza evidente, soprattutto in termini di specialità. Il deficit registrato è coperto dal ricorso della popolazione all'ospedale provinciale di Taza, o anche a Fez o Rabat.

### Sport
Lo sviluppo delle città moderne si basa essenzialmente su aspetti legati al campo sociale, culturale e sportivo. A tal fine, i decisori locali devono tenere in considerazione queste dimensioni, nella misura in cui la vita in città non si basa solo sulla disponibilità di alloggi, ma anche sull’animazione e l’interazione che le persone mantengono nei suoi spazi. Da qui l'importanza di istituire le strutture pubbliche necessarie per lo svolgimento di queste attività.
A questo livello, il centro è dotato di un certo numero di strutture socio-culturali e sportive. Questa attrezzatura è prodotta in collaborazione con diversi partner (Provincia di Taza, Mutua Assistenza Nazionale, tessuto associativo, Ministero della Gioventù e dello Sport, ecc.). Si tratta dei seguenti stabilimenti:
- un centro giovanile che si estende su una superficie di 28.620 m²;
- una casa femminile di 238 m²;
- uno studentato con una superficie di 2.696 m² a beneficio di 101 studenti dei seguenti centri: Ghiata Al Gharbia (78 persone), Bouchfaa (11 persone), Bouhlou (8 persone), Tabbouaban (4 persone), Bab Marzouka (1 persona) e l'omonimo centro (1 persona);
- una biblioteca di 100 m², creata nel 2003, nella sede del comune, di cui possono beneficiare 100 persone,
- un campo sportivo con una superficie di 17.053 m².

Nonostante la disponibilità delle strutture sopra menzionate, la città registra una chiara carenza in alcune di esse, come il palazzetto dello sport, il complesso sociale polivalente, ecc. L'attuale progetto urbanistico della città è in grado di offrire le attrezzature necessarie per migliorare l’ambiente di vita in questa città.

### Risorse ambientali

#### Elettricità
Come quasi tutti i centri urbani, anche Oued Amlil è completamente collegata alla rete elettrica. È necessario ammettere che gli sforzi dello Stato, in termini di elettrificazione, hanno proprio portato benefici agli abitanti e raggiunto il suo obiettivo di generalizzazione, non solo a livello centrale ma a livello globale.
Questa generalizzazione ha comportato un miglioramento della qualità della vita degli abitanti del comune e lo sviluppo delle attività economiche, in generale, e di quelle legate al settore elettrico in particolare.

#### Acqua potabile
La popolazione non è completamente collegata alla rete di acqua potabile, fornita principalmente dalla diga di Bab Louta, perché, secondo i risultati dell'indagine sulle famiglie, circa l'8,3% del campione prende l'acqua direttamente da pozzi e dalle fontanelle, mentre il 2,6% preleva l'acqua dal contatore collettivo.
Si prevede che il centro rivendichi lo status di città emergente con influenza regionale. In questo contesto, si attendono con impazienza gli sforzi dell'ONEP per generalizzare l'allacciamento all'acqua potabile degli abitanti del comune e dei suoi dintorni.

#### Igiene
In termini di servizi igienico-sanitari, l'indagine sulle famiglie rivela che l'84,50% di esse beneficia di servizi fognari pubblici, rispetto rispettivamente allo 09,80% e allo 05,70% che utilizzano pozzi di raccolta e fosse settiche.
Tuttavia, il centro urbano deve beneficiare di un programma di sanificazione liquida che include l'installazione di tubazioni della rete e la costruzione di una stazione di pompaggio e di trattamento.

### Circolazione e parcheggio

#### Strade
La città di Oued Amlil dispone di 20 km di strade comunali, di cui oltre il 70% asfaltate, distribuite su 41 strade che collegano i diversi quartieri della città e questi ultimi alla RN 6. La copertura stradale nel centro va da 6 a 60 m. Lo stato delle strade richiede uno sviluppo in alcune zone, mentre in altre c'è bisogno di creare, anche nuove strade. Va ricordato, però, che il progetto di riqualificazione del Comune prevedeva il trattamento di gran parte di queste problematiche.
L’aumento del parco auto negli ultimi anni e la quantità di traffico stradale che genera ha creato la necessità di ammodernarsi posti auto in atto, soprattutto nei quartieri ad alta frequenza, come nel caso della strada principale della città sulla RN 6 dove si osserva visivamente la congestione nei parcheggi. Pertanto, il comune urbano che dispone di una superficie riservata a parcheggio di soli 2.390 m² è chiamato a cercare soluzioni adeguate e innovative, nell'ambito dei suoi progetti urbani, per contrastare questo problema, senza perdere di vista il fatto che queste soluzioni dovrebbero essere realizzati con una visione a lungo termine.
Il traffico in città si concentra principalmente sulla strada nazionale, centro vitale dell'attività economica. Inoltre, il progetto di sviluppo del viale principale contribuirebbe sicuramente a garantire un flusso di traffico regolare nel centro di Oued Amlil. L'ampliamento e lo sviluppo delle vie di precedenza è necessario anche in altri quartieri della città, in un'ottica di adeguata pianificazione degli spazi di traffico, in previsione della continua crescita del traffico, conseguenza dello sviluppo urbano.

### Poste e telecomunicazioni
Il centro dispone anche di un ufficio postale che si estende su una superficie attrezzata di 1.241 m², che fornisce servizi alle popolazioni e alle amministrazioni in termini di posta, telecomunicazioni e servizi bancari.
Il centro è inoltre ben coperto dai servizi di telefonia mobile forniti dai diversi operatori nazionali. Da questa osservazione dei luoghi, avendo interessato le infrastrutture e le attrezzature pubbliche, risulta che il nuovo documento urbanistico è tenuto a consolidare quanto realizzato, aprendo gli spazi per accogliere altre attrezzature proporzionalmente alle esigenze e con le esigenze realismo richiesto.

## Trasporti
D'altra parte, essendo la sua posizione geografica situata sull'asse stradale nazionale e provinciale, il comune urbano sfrutta appieno questa situazione in termini di mezzi di trasporto, come indicato di seguito.

### Trasporto misto
Il circolo di Oued Amlil dispone di 18 mezzi di trasporto misti, di cui 2 in partenza da Oued Amlil, 6 in arrivo e 7 in transito con altri 3 nel territorio centrale di Tahla.

### Taxi di grandi dimensioni
Per quanto riguarda i taxi di grandi dimensioni, il centro conta 29 approvazioni sui 61 del circolo. Queste approvazioni garantiscono i collegamenti tra il centro e altri centri urbani e rurali circondandolo.

### Autobus
Per quanto riguarda gli autobus, a Oued Amlil transitano ogni giorno 37 autobus, provenienti dal resto del territorio del Paese, garantendo così il collegamento con l'ambiente esterno alla provincia.

### Trasporto ferroviario
Il centro di Oued Amlil è servito anche dalla rete ferroviaria nazionale che si estende per oltre 4 km. L'attuale stazione ferroviaria è stata costruita durante il protettorato e rinnovata nel 1980. Secondo le informazioni raccolte sul posto, quest'ultimo riceve quasi 20.000 passeggeri all'anno per un fatturato di 1.200.000 DH.

### Trasporti clandestini
Secondo le indagini, sarebbero circa 145 i trasportatori che esercitano clandestinamente questa professione e la utilizzano veicoli così distribuiti:
- Mercedes 207: 20 veicoli;
- Mercedes 240, Renault, Volkswagen (Jeta) e Peugeot: 107 veicoli;
- Ritiro: 8 veicoli.

I trasporti clandestini collegano la città ai centri rurali vicini, soprattutto quelli più remoti.

## Turismo
La città è conosciuta per la sua attività turistica durante l'estate dovuta alla domanda di immigrati francesi e italiani, e ciò che la rende al centro dell'attenzione di questo gruppo è la sua calda atmosfera e il suo pittoresco scenario naturale. Nell'area è presente anche uno spazio di intrattenimento denominato Espace Ennakhil (lett. "Spazio delle Palme"), meta preferita dei residenti della zona e delle zone limitrofe per rilassarsi e trascorrere bei momenti.

## Curiosità
Nella frazione di Kawan, circa 40 anni fa, secondo i racconti degli anziani, arrivarono i cercatori di tesori: scavarono vicino alla strada provinciale N6 di notte e trovarono dei bauli pieni d'oro.